# مجزرة الكابري
مجزرة الكابري هي عملية عسكرية نفذتها قوات جيش الاحتلال الإسرائيلي خلال الحرب العربية الإسرائيلية عام 1948 رداً على الهجوم الذي تعرضت له قافلة يحيعام.

## الخلفية التاريخية
في 20 مايو 1948 استولى لواء كرملي الإسرائيلي على بلدة الكابري، وهي قرية عربية فلسطينية تقع في الركن الشمالي الغربي من المنطقة التي كانت خاضعة تحت هيمنة الانتداب البريطاني في فلسطين، والتي شكلت لاحقًا دولة إسرائيل. وفي 27 آذار 1948، هاجم مئات القرويين المسلحين ووحدات جيش التحرير العربي قافلة يهودية تواجدت بالقرب من القرية مما أسفر عن مقتل 49 يهوديًا، كما استشهد ستة عرب خلال المعركة.
بعد شهرين من واقعة الهجوم على قافلة يحيعام أصدر قائد عملية بن عمي أوامر بمهاجمة قرى كابري وأم الفرج والنهر بهدف الاستيلاء على هذه القرى والانتقام لرجال القافلة القتلى.

## النتائج
أسفرت مجزرة كابري عن قتل عدد من سكان القرى الثلاث وأسر عدد آخر قبل أن تقع البلدة بأسرها في أيدي جيش الاحتلال الإسرائيلي ويتم إخلائها من سكانها. ووقًا لبعض الروايات فقد أمر الجنود الإسرائيليين بعد ذلك أسراهم من القرويين بحفر خنادق لتفصل بينهم وبين العرب قبل أن يطلقوا عليهم النار ويتم دفنهم في هذه الخنادق.

## وصلات خارجية
- حقوق الإنسان